# Horsarydmark
Horsarydmark is een plaats in de gemeente Karlshamn in het landschap Blekinge en de provincie Blekinge län in Zweden. De plaats heeft 68 inwoners (2005) en een oppervlakte van 15 hectare.